# Plectranthus ellenbeckii
Plectranthus ellenbeckii là một loài thực vật có hoa trong họ Hoa môi. Loài này được Gürke miêu tả khoa học đầu tiên năm 1905.